# Moseushi
Moseushi (妹背牛町?) è una cittadina giapponese della prefettura di Hokkaidō.